# مارکو زانوتی (دوچرخه‌سوار، زاده ۱۹۷۴)
مارکو زانوتی (ایتالیایی: Marco Zanotti؛ زادهٔ ۲۱ ژانویهٔ ۱۹۷۴) دوچرخه‌سوار اهل ایتالیا است.